# Östergötlands runinskrifter Fv1959;243
Östergötlands runinskrifter Fv1959;243 är en bildristad sten i Östra Eneby kyrka i Norrköping. Ristningen på denna sten, som är av grå granit, är alltså rent ornamental, men stenen brukar trots det i flera sammanhang räknas in bland landskapets runinskriftsobjekt. Ornamentiken är också av just ett sådant slag som är vanligt på runstenar. Den har drakmotiv och är ristad i låg relief. Ristningen är möjlig att kategorisera i Anne-Sofie Gräslunds typologiska system för runstensstilar och hamnar då i gruppen Pr4, vilket kan precisera dateringen till åren 1060/1070-1100.
Stenen upptäcktes 1954 i samband med att Östra Eneby kyrka renoverades. Den låg som fyllnadssten i grundmuren, nära kyrkans sydöstra hörn. Den förvaras numera i vapenhuset. Ög Fv1959;243 är skadad; dess toppstycke är avslaget.